# Marcelle Laloë
Marcelle Aimée Léonie Laloë (sinh tại Algiers, ngày 2 tháng 7 năm 1884 - mất tại Château de Losse, Thonac, Dordogne, ngày 5 tháng 9 năm 1974) là vợ của vua Hàm Nghi của triều Nguyễn. Bà là con gái của Francis Laloë và Suzanne Ving, Chánh án Tòa Thượng thẩm Algiers. Vào ngày 4 tháng 11 năm 1904, bà kết hôn với vua Hàm Nghi lúc vị vua này đang bị lưu đày tại Algiers, tại Nhà thờ St Philip.
Sau khi kết hôn một năm (1905), bà sinh con gái đầu lòng là công chúa Như Mai. Năm 1908, bà sinh con gái thứ hai là Như Lý, và năm 1910, bà sinh con trai là hoàng tử Minh Đức.

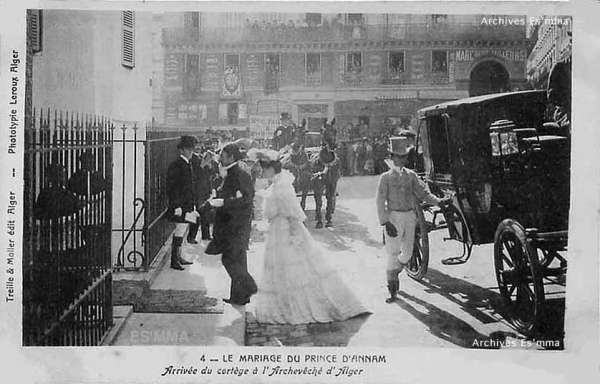
Đám cưới 1904